# Филаделфија (Њујорк)
Филаделфија (енгл. Philadelphia) град је у америчкој савезној држави Њујорк.

## Демографија
По попису из 2010. године број становника је 1.252, што је 267 (-17,6%) становника мање него 2000. године.
| Група             | 2000.         | 2010.         |
| Белци             | 1.274 (83,9%) | 1.013 (80,9%) |
| Афроамериканци    | 101 (6,6%)    | 81 (6,5%)     |
| Азијати           | 22 (1,4%)     | 19 (1,5%)     |
| Хиспаноамериканци | 79 (5,2%)     | 78 (6,2%)     |
| Укупно            | 1.519         | 1.252         |